# I. Vilh. Werners Plads
I. Vilh. Werners Plads ligger bag rådhuset i Odense. Pladsen er opkaldt efter Odenses borgmester fra 1937 til 1958, I. Vilh. Werner.
Pladsen var tidligere præget af en stor cirkel af træer. I dag fremstår den store over 1.200 m² plads dog som er spredt område, med en gennemgående cykkelsti, legeplads og parkering.
I udkanten af pladsen langs rådhuset ses Einar Utzon-Franks bronzestatue af Knud den Hellige fra 1953. Mest kendt er pladsen dog for at lægge plads til fortidsmindet Ruinen.

## Ruinen
Ruinen stammer fra tiden lige efter Odenses brand i 1420. Kælderruinen var oprindeligt opbevaringsmagasin i en købmandsgård bygget i 1420 på Overgade 3 og er et af landets ældste bevarede rum beregnet til handelsvirksomhed.
Kælderruinen blev oprindeligt fredet i 1919. Fredningen blev dog i 1960'erne, på foranledning af Odense Kommune, ophævet for at gøre plads til anlæggelsen af Thomas B. Thriges Gade.
Under arbejdet med nedbrydningen fandt man dog pludselig mere middelalderligt murværk. Nedbrydningen blev standset og det blev besluttet at bevare kælderruinen. Da ruinen dog stadig lå i vejen for anlæggelsen af det nye vejforløb, blev hele ruinen flyttet ca. 70 meter, rullet på skinner til sin daværende placering 8. juni 1971. Ruinen blev flyttet igen i 2017, da vejene igen blev ændret.